# Gazzuolo
Gazzuolo är en ort och kommun i provinsen Mantua i regionen Lombardiet i Italien. Kommunen hade 2 240 invånare (2018).